# Jornal do SBT
Jornal do SBT é um telejornal brasileiro que foi produzido e exibido originalmente pelo SBT. O telejornal estreou em 20 de maio de 1991 sob o comando da jornalista Lillian Witte Fibe. Em 1993, passou a ser ancorado pelo casal Eliakim Araújo e Leila Cordeiro (vindos da Rede Manchete), devido a transferência de Witte Fibe para a Rede Globo no mesmo ano.
O casal foi mantido na ancoragem do Jornal do SBT até que o noticiário foi cancelado em favor do SBT Notícias, que ficou no ar durante o mês de dezembro de 1995. O Jornal do SBT voltou ao ar no mês seguinte. Em 1997, o telejornal passa a ser coproduzido pela CBS Telenotícias, com Eliakim e Leila ancorando o noticiário dos estúdios da CBS em Miami e o jornalista Hermano Henning apresentado a parte brasileira dos estúdios do SBT.
A parceira SBT-CBS se encerra em 1998 e o telejornal é novamente cancelado. Após uma reformulação na grade de programação, com uma brusca diminuição do espaço destinado ao jornalismo, o SBT volta a exibir o telejornal sob o comando de Hermano Henning, que seguiu como titular do noticiário até 2006, quando Carlos Nascimento (egresso da Band) assume a ancoragem do telejornal.
Posteriormente, Carlos Nascimento é deslocado para o SBT Brasil e Hermano Henning reassume a ancoragem do noticiário ao lado de Karyn Bravo, que ancorava o jornal desde 2012, mas no inicio de 2016 é deslocada para o Primeiro Impacto. Analice Nicolau substituiu o lugar de Karyn no telejornal. O Jornal do SBT ficou no ar até 30 de dezembro de 2016, quando foi cancelado em favor de uma versão estendida do SBT Notícias. 
Quase nove anos depois de sua extinção, o SBT anunciou em 1.° de agosto de 2025 o retorno do telejornal, fazendo parte do pacote de novidades em comemoração aos 44 anos da emissora. A reestreia inicialmente foi marcada para o dia 18, um dia antes do aniversário da emissora. No entanto, acabou sendo adiada para o dia 25 do mesmo mês.

## Antecedentes
O SBT, em seus primeiros anos de funcionamento, dava pouco espaço para o telejornalismo em sua grade de programação, diferentemente do faziam suas concorrentes. O telejornal Noticentro, que estreou em 1982, foi o único telejornal em sua grade de programação durante muitos anos. Isso acabou mudando após um grande investimento na criação de um departamento de jornalismo na emissora. Dessa forma, em agosto de 1988, estreava o TJ Brasil (referido como Telejornal Brasil) com Boris Casoy no papel de âncora. O jornalismo assim começava a se estabelecer e se expandir na grade de programação do SBT. A direção da emissora também colocou no ar um telejornal em outros horários: o TJ Noite, nos finais de noite, o TJ Manhã, no início das manhãs, além de espaço para TJs regionais nas afiliadas do SBT.
Em 1990, devido a uma reestruturação no SBT (temendo prejuízos devido ao Plano Collor), o departamento de jornalismo da emissora sofreu uma reestruturação, que fez com que o TJ Manhã e o TJ Noite fossem cancelados. No mesmo ano, uma reprise do TJ Brasil foi colocada no antigo horário do TJ Noite para testar como a audiência reagia. As reprises do telejornal atingiram resultados satisfatórios e a direção do SBT decidiu investir em um novo produto do gênero para o horário. Para comandar o noticiário, a jornalista Lillian Witte Fibe foi contratada pela emissora. Witte Fibe, na época, fazia parte do time de jornalismo da Rede Globo.
O anuncio da contratação de Witte Fibe para o público foi feita durante uma episódio do Jô Soares Onze e Meia exibido pelo SBT em 11 de março de 1991. Antes da entrevista, a jornalista assumiu, no mesmo dia, a apresentação do TJ Brasil: Segunda Edição, um "tapa buraco" criado para preencher o horário nobre da emissora até que se encerrasse a novela das oito da Globo para que, a partir daí, a rede apresentasse a sua linha de shows. A jornalista também ganhou uma terceira edição do telejornal após o Jô Soares Onze Meia (com horário definido, diferente da outra edição) que se tornou, posteriormente, o Jornal do SBT.

## História
O Jornal do SBT estreou em 20 de maio de 1991, sob o comando da jornalista Lilian Witte Fibe, como um dos 10 presentes em comemoração aos 10 anos do SBT. No mesmo dia, a emissora colocava no ar o Aqui Agora. Os dois novos programas aumentaram a carga de jornalismo da emissora que, por ora, já contava com o TJ Brasil, mas os novos programas se diferenciam por seus formatos: enquanto o Jornal do SBT dava ênfase aos acontecimentos do meio político e econômico, o Aqui Agora exibia um noticiário com maior apelo popular.
Witte Fibe comandou o Jornal do SBT até 1993, quando recebeu uma proposta para retornar a Rede Globo e assumir o comando do Jornal da Globo. No lugar de Witte Fibe, o SBT colocou o casal Eliakim Araújo e Leila Cordeiro, que apresentavam o Jornal da Manchete na época em que foram contratados. Originalmente, a contratação do casal de âncoras seria para destiná-los para a apresentação do Aqui Agora, o que acabou ocorrendo inicialmente. No final do mês de novembro de 1995, o Jornal do SBT é cancelado em favor de uma segunda edição do recém-lançado SBT Notícias. Eliakim e Leila foram deslocados para a apresentação o novo telejornal da emissora em suas duas edições. O novo noticiário acabou não se estabelecendo na grade de programação devidos aos baixos índices, e saiu do ar em dezembro de 1995.
O Jornal do SBT voltou ao em janeiro de 1996, mas, em novembro do mesmo ano, é retirado novamente do ar numa série de cancelamentos promovidos pelo SBT na época. Alguns meses depois, em março de 1997, uma reprise do TJ Brasil foi colocada no antigo horário do Jornal do SBT. A representação do telejornal começou a marcar bons índices no horário e o SBT decidiu recolocar o Jornal do SBT no ar. A volta acabou não sendo duradoura, já que em julho de 1997, o telejornal sai do ar mais uma vez. O SBT explicou, em comunicado, que a saída do telejornal da grade devia-se as férias dos âncoras Eliakim e Leila.
Durantes as chamadas férias de Eliakim e Leila, o SBT fechou uma parceria para retransmitir, durante a madrugada, a programação noticiosa do canal pago CBS Telenotícias, que tinha acabado de ter lançado sua versão em língua portuguesa. Com a parceria, o Jornal do SBT passou a ser coproduzido pela CBS Telenotícias diretamente de seus estúdios localizados na cidade de Miami, no estado da Flórida. O jornalista Hermano Henning passou a apresentar a parte brasileira do telejornal nos estúdios do SBT enquanto Eliakim e Leila ancoravam o noticiário em Miami. As novidades foram colocadas no ar em 15 de dezembro de 1997.
A parceria do SBT com a CBS Telenotícias se estendeu até o mês de agosto de 1998. De tal forma, os noticiários produzidos pela CBS Telenotícias exibidos durante a madrugada e o Jornal do SBT foram removidos da grade de programação da emissora. A parceira com o canal foi retomada em janeiro de 1999, mas não garantiu a volta do Jornal do SBT à grade de programação. O jornal só voltou a grade de programação em 28 de junho do mesmo ano, e Hermano Henning assumia bem como a apresentação, como também o cargo de editor-chefe do telejornal.
Em 2003 o SBT contratou Cynthia Benini e Analice Nicolau para apresentarem o Jornal do SBT - 1ª Edição, porém o telejornal tinha um formato mais parecido com uma revista eletrônica, como o estadunidense The View, trazendo ausência de bancada, mostrando as apresentadoras em poltronas, além de quadros policiais, virais da internet e mensagens motivadoras no final. Foi extinto em 2005, cedendo o espaço para o SBT Brasil e as âncoras foram movidas para o SBT Notícias Breves, um boletim que a emissora exibia durante a programação, que durou algum tempo.
Com a chegada do novo jornalismo ao SBT, encabeçado pela ex-apresentadora da Rede Globo, Ana Paula Padrão, as duas apresentadoras saíram da grade mas ficaram na "geladeira" da emissora. Nesse mesmo período, os colunistas Denise Campos de Toledo (economia), José Nêumanne Pinto (política) e Daniela Freitas (esportes) também foram dispensados do Jornal do SBT, de Hermano Henning.
Em 19 de setembro de 2005, um mês depois depois da estreia do SBT Brasil e no mesmo dia da estreia do Jornal do SBT - Manhã, o Jornal do SBT trocou novamente de cenário e vinheta.
Em 7 de março de 2006, com a vinda de Carlos Nascimento da Band para o SBT, Hermano Henning assumiu o Jornal do SBT Manhã e Nascimento, o Jornal do SBT. Em 4 de dezembro do mesmo ano, houve mais uma troca de cenário e vinheta.
No fim de 2007, com o cancelamento do SBT Manchetes, Cynthia Benini assumiu ao lado de Carlos Nascimento o comando do telejornal.
Em 3 de março de 2009, houve uma renovação na abertura, na trilha e nos gráficos do programa. A abertura e trilha do Jornal do SBT deixou de ser inspirada no Telediario, da TVE da Espanha, passando a ser uma criação do Setor de Criação Visual do SBT. Apesar da alteração, o cenário do telejornal continuou sendo o mesmo e o formato não sofreu alterações.
Em 29 de abril de 2011, o SBT anuncia que, a partir de 2 de maio, o Jornal do SBT teria novos apresentadores: Carlos Nascimento continua e Karyn Bravo no lugar de Cynthia, o que não ocorreu; Karyn Bravo assume o lugar de Cynthia somente em 1 de agosto de 2012.
Em setembro de 2013, Nascimento licencia-se da ancoragem para tratar um câncer no intestino, sendo substituído por Marcelo Torres.
Em janeiro de 2014, Karyn entra de licença maternidade, sendo substituída por Neila Medeiros.
No dia 5 de maio de 2014, Karyn retorna ao seu posto ao lado de Marcelo.
Em 22 de Setembro, Hermano retorna ao comando do jornal no lugar de Marcelo e depois de 8 anos passa a dividir a bancada com Karyn Bravo e assume também como Editor-Chefe, cargos que eram de Nascimento que voltou ao SBT Brasil em Junho; além disso, o telejornal passa ser reapresentado entre 4h e 6h ocupando o lugar do SBT Manhã que foi extinto em 19 de setembro de 2014.
Em 13 de abril de 2015, a reprise do jornal passou a ocupar o horário das 6h, que era destinado antes ao agora extinto Notícias da Manhã.
No dia 8 de maio, a emissora decide encerrar a reprise das 6h do jornal e passar no horário o Desenhos Pré-Escola, programa que volta a grade um mês depois do seu fim; porém, no dia 22 de junho, a emissora volta a exibir essa reprise por conta do fim do infantil.
No dia 10 de julho, vai ao ar a última edição ao vivo do Jornal do SBT, já que o mesmo a partir do dia 13 de julho passa a ser exibido gravado.
No dia 17 de dezembro, o jornal ganha mais um horário: Das 6h às 7h (Para todo o Brasil), das 7h às 8h (Para SP, parabólica e praças sem jornalismo local) e com apresentação de Patrícia Rocha.
No dia 28 de março de 2016, Karyn Bravo deixa o comando do jornal, assumindo a bancada do Primeiro Impacto no lugar da edição matutina do Jornal, com isso, Patrícia Rocha passa a ser a moça do tempo do novo matinal. Nesse dia, Analice Nicolau assume a bancada ao lado de Hermano Henning, substituindo Karyn Bravo.
No dia 9 de maio, o telejornal passa a ser exibido em HD e ganha nova identidade visual. No dia 20 de maio, o telejornal completou 25 anos no ar.
No dia 12 de setembro, o telejornal passa a ser reprisado no lugar do programa Okay Pessoal!!!, de Otávio Mesquita.
No dia 20 de setembro, as reprises do telejornal foram canceladas, sendo substituídas pelo telejornal SBT Notícias ao vivo, que vai ao ar após a exibição original do Jornal do SBT entregando para o Primeiro Impacto às 6 da manhã.
Durante as eleições municipais brasileiras e presidenciais americanas, os apresentadores oficiais receberam a companhia de Joyce Ribeiro.

## Exibição
O Jornal do SBT teve a sua primeira exibição em 20 de maio de 1991 com apresentação da jornalista Lillian Witte Fibe, tendo início após o Jô Soares Onze e Meia. O telejornal se manteve no ar até a última semana do mês de novembro de 1995, sendo que no mês seguinte foi substituído pela segunda edição do SBT Notícias. O telejornal é encerrado no mesmo mês e o Jornal do SBT volta ao ar em janeiro de 1996 em seu habitual horário. Em novembro de 1996, o telejornal é retirado da grade novamente, numa série de cancelamentos que a direção do SBT tinha feito na época.
O telejornal retornou ao ar em 28 de abril de 1997, substituindo a reprise do TJ Brasil, que tinha estreado em seu antigo horário no dia 3 de março de 1997. Em julho de 1997, por causa das férias de Eliakim Araújo e Leila Cordeiro, então âncoras do Jornal do SBT, o noticiário foi tirado do ar. Antes do Jornal do SBT voltar ao ar, o SBT fechou uma parceria com o recém-lançado canal CBS Telenotícias para coproduzir o noticiário. O retorno do telejornal na programação foi feita em 15 de dezembro de 1997. A parceria da CBS com o SBT se estendeu até agosto de 1998, quando o contrato de coprodução não foi renovado, fazendo com que Jornal do SBT fosse retirado novamente da grade de programação.
No ano seguinte, 28 de junho, o SBT decidiu reestrear o telejornal sob o comando de Hermano Henning, com duração de 20 minutos. O telejornal manteve-se na grade durante os anos seguintes apenas com alterações pontuais de horário; uma delas, por exemplo, foi após a estreia do The Noite com Danilo Gentili, em 2014. Porém, junto com Primeiro Impacto, o telejornal foi cancelado e o horários ocupados tanto pelo Jornal do SBT, como pelo Primeiro Impacto, foi preenchido por uma versão estendida do SBT Notícias. O motivo principal para o cancelamento dos telejornais é a falta de patrocínio, e com o cancelamento deles, o SBT teria uma redução de custos com a exibição de um único telejornal nessas faixas.

## Edições

### Edição antelucana
Foi exibida de segunda a sexta após o The Noite com Danilo Gentili. Apresentada pelos jornalistas Hermano Henning e Analice Nicolau, teve sua última exibição em 30 de dezembro de 2016 e deu lugar a uma edição maior do já existente SBT Notícias.

### Edição matutina
Estreou no dia 17 de dezembro de 2015, sendo exibida de segunda a sexta pela manhã, iniciando-se às 6h, permanecendo até às 7h em rede nacional, e até as 8h para São Paulo, parabólica analógica e praças sem programação local. Foi cancelada posteriormente para dar espaço ao Primeiro Impacto, novo telejornal da emissora.

## Boletim Jornal do SBT
Boletim Jornal do SBT, foi um boletim de notícias brasileiro, produzido e exibido pelo SBT, trazendo informações das reportagens que seriam exibidas à noite no Jornal do SBT. O informativo contava com trinta segundos de chamadas das notícias, exibidos diversas vezes durante a noite, antes do Jornal do SBT, fazendo uma ligação com este.
Estreou junto com o Boletim SBT Brasil, porém no período noturno, e era inicialmente apresentado por Maria Paula Limah, e posteriormente Analice Nicolau e tinha Juliana Maciel, Neila Medeiros e as demais jornalistas da casa como eventuais.
Os boletins traziam os principais destaques do Jornal do SBT e as noticias do dia. Em 23 de Novembro foi extinto junto com o Boletim SBT Brasil.